# Венцковиці (Прошовицький повіт)
Венцковиці (пол. Więckowice) — село в Польщі, у гміні Прошовиці Прошовицького повіту Малопольського воєводства.
Населення — 341 особа (2011).
У 1975-1998 роках село належало до Краківського воєводства.

## Демографія
Демографічна структура станом на 31 березня 2011 року:
|          | Загалом | Допрацездатний вік | Працездатний вік | Постпрацездатний вік |
| -------- | ------- | ------------------ | ---------------- | -------------------- |
| Чоловіки | 178     | 36                 | 116              | 26                   |
| Жінки    | 163     | 30                 | 92               | 41                   |
| Разом    | 341     | 66                 | 208              | 67                   |